# Magomed Tušaev
Magomed Salaudinovič Tušaev (in russo Магомед Салаудинович Тушаев?; 23 febbraio 1986) è un militare russo di etnia cecena, famoso per aver guidato il 141º Reggimento motorizzato speciale "Achmat Kadyrov" della Guardia Nazionale russa nelle prime settimane dell'Invasione russa dell'Ucraina.

## Biografia
Tušaev è nato il 23 febbraio del 1986 a Severdoskoe, nell'allora RSSA Ceceno-inguscia.
Nel 2008 Tušaev è entrato nell'unità speciale OMON della Cecenia (dal 2019 OMON "Akhmat-Groznyj"). Successivamente è stato trasferito all'unità SOBR "Terek" (dal 2019 SOBR "Akhmat"), diventando in seguito il vicecomandante. Diventa, nel dicembre 2017, comandante ad interim del 141° Reggimento speciale "Achmat Kadyrov" della 46ª Brigata operativa, sostituendo Rakhman Abdulkadyrov, fuggito dopo essere stato accusato di frode e appropriazione indebita di fondi militari. Nell'aprile 2018 è stato insediato ufficialmente come comandante del reggimento.
Nel 2019 è stato promosso a maggiore dell'esercito.

### Guerra russo-ucraina
Partecipa al conflitto nato dalla crisi russo-ucrania del 2021-22. Il 26 febbraio 2022 sono state pubblicate informazioni sulla liquidazione di Tušaev, ma sono state successivamente smentite. Nel giugno dello stesso anno è stato promosso a tenente colonnello.
Il movimento di opposizione ceceno Adat ha affermato, sul proprio canale Telegram, che Tušaev e il comandante del 249º Battaglione "Jug" Khusejn Mežidov fossero stati rinviati in Cecenia dopo i loro fallimenti sul fronte e per presunte vendite clandestine di premi militari.
Dal ottobre 2022 è il comandante del 96º Reggimento operativo della 46ª Brigata operativa. Nel maggio 2023 è stato nuovamente trasferito in Ucraina.
Nel febbraio 2024 è stato promosso a colonnello.